# گوستاو کلاسن
گوستاو کلاسن (انگلیسی: Gustave Claessen؛ زادهٔ) دوچرخه‌سوار اهل بلژیک است.